# Stedro
Stedro è una frazione del comune di Segonzano, in provincia di Trento, situata a circa 765 m slm.

## Geografia fisica
Il paese è situato sulle pendici occidentali del doss di Segonzano, sulla sinistra orografica del torrente Avisio. A seguito dello sviluppo edilizio, Stedro e le vicine frazioni di Sabion, Scancio, Saletto, Casal e Luch formano sostanzialmente un'unica conurbazione.

## Storia

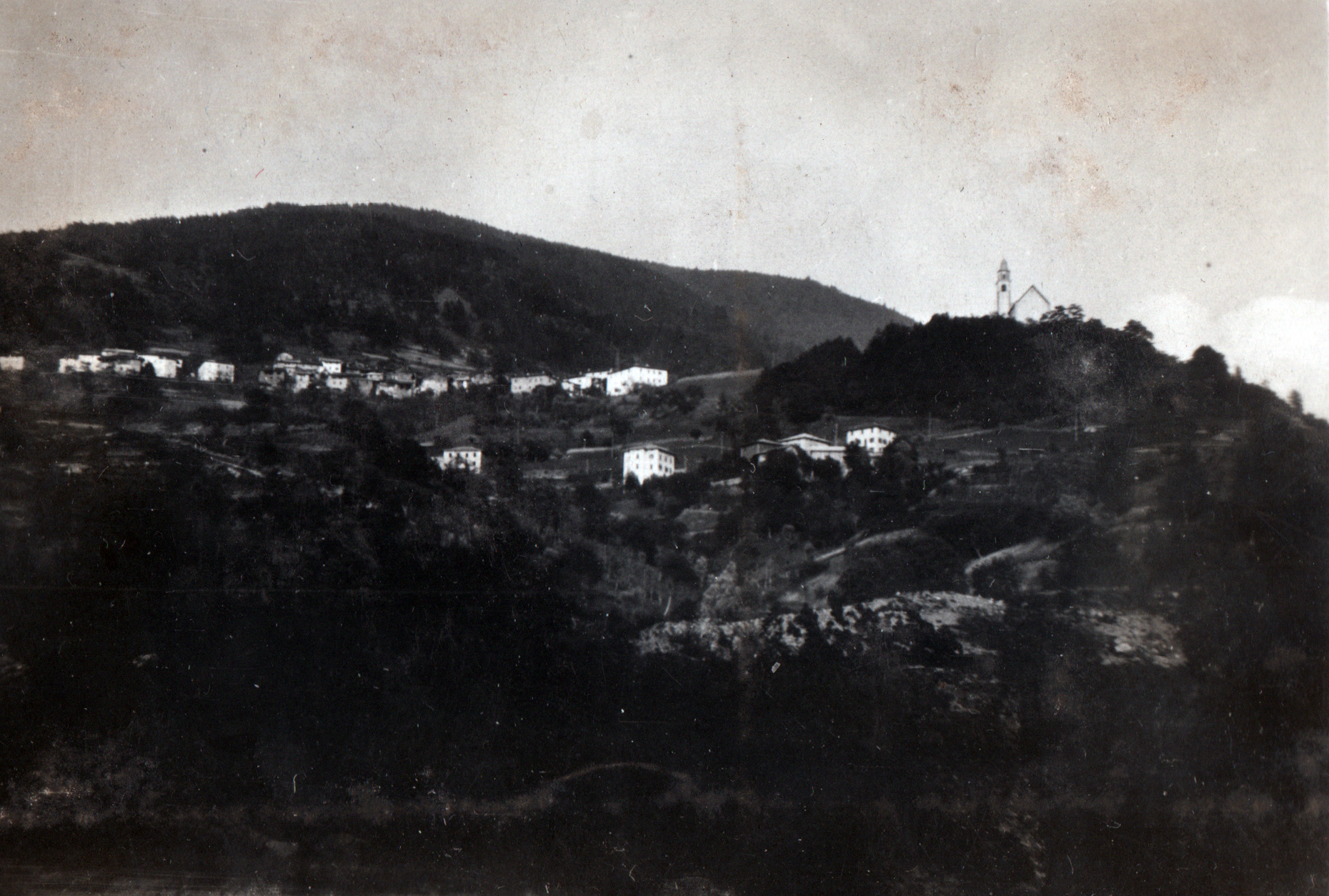
Stedro verso gli anni '20 o '30

L'origine del toponimo "Stedro" è ignota; alcuni hanno ipotizzato una derivazione da stedium (a sua volta da stabium) o da stalvedro (da stalla, "cortile", "casa", e vetero, "vecchio"), teorie rigettate da altri studiosi.
La frazione è stata in passato capoluogo del comune di Segonzano; la sede comunale è stata successivamente spostata a Scancio, frazione fondata negli anni venti. Stedro fu inoltre sede della scuola più importante del comune, attiva con certezza nelle prime decadi dell'Ottocento ma probabilmente già esistente un secolo prima: era frequentata inizialmente, oltre che dai bambini di Stedro, anche da quelli di Sabion, Teaio, Saletto e Prà, oltre che da quelli di Piazzo e Parlo (prima dell'apertura di una scuola a Piazzo nel 1814), Valcava e Quaras (fino all'apertura di due scuole proprie rispettivamente nel 1837 e nel 1846). Nel 1953 venne inaugurata la nuova sede scolastica (con elementari e medie), che negli anni seguenti entrò a servizio di tutte le frazioni del comune; anche la sede scolastica venne infine spostata nella frazione di Scancio.

## Monumenti e luoghi di interesse

### Architetture religiose

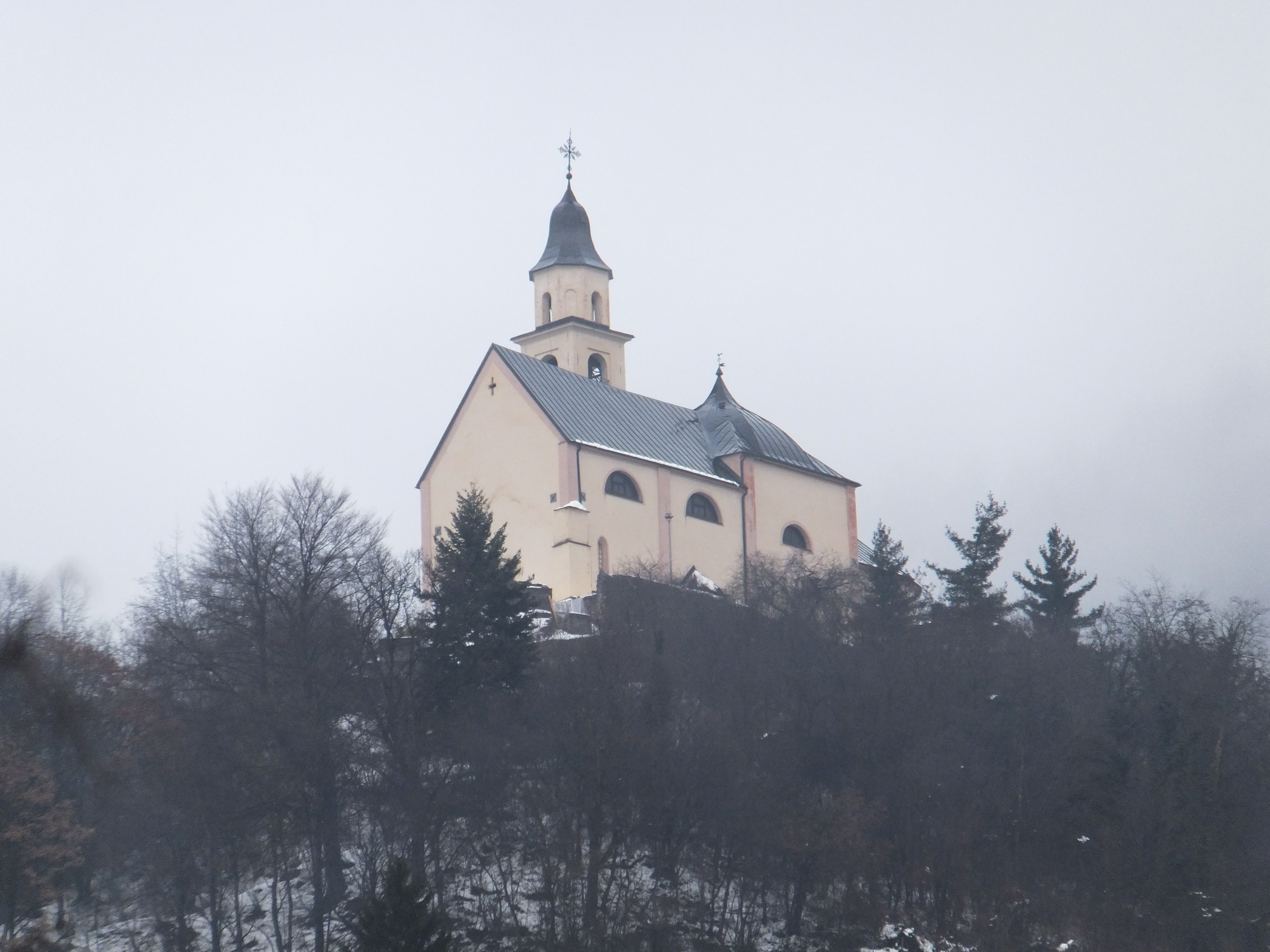
La chiesa della Santissima Trinità, che sorge isolata dal centro abitato, vista dalla frazione di Parlo

A Stedro sorge la chiesa della Santissima Trinità, parrocchiale per gran parte delle frazioni di Segonzano (tutte eccetto Sevignano, Piazzo, Parlo, Prà e Valcava), oltre che un cimitero.